# ابرامو، بخش بیلگوراج
ابرامو، بخش بیلگوراج (به لاتین: Abramów, Biłgoraj County) در لهستان است که در Gmina Goraj واقع شده‌است.

## خصوصیات
ابرامو ۱۵۷ نفر جمعیت دارد.